# Світлана Гуськова
Світлана Гуськова (нар. 19 серпня 1957, Миколаїв, УРСР) — молдовська легкоатлетка, яка представляла СРСР.

## Життєпис
Народилася в Миколаєві. У 1979 році на чемпіонаті Європи з легкої атлетики в приміщенні завоювала бронзову нагороду на дистанції 1500 метрів. У 1982 році вона встановила новий рекорд на цій дитанції (3:57.05), а також встановила новий рекорд (8:29.36) на дистанції 3000 метрів.
На чемпіонаті Європи з легкої атлетики 1986 року фінішувала п'ятою на дистанції 10 000 метрів з часом 31:42.43, продемонструвавши свій найкращий у кар'єрі час. Також встановила рекорд на дистанції 5000 метрів.

## Досягнення
| Рік         | Змагання         | Місто                       | Місце       | Дисципліна    | Примітки    |
| Збірна СРСР | Збірна СРСР      | Збірна СРСР                 | Збірна СРСР | Збірна СРСР   | Збірна СРСР |
| ----------- | ---------------- | --------------------------- | ----------- | ------------- | ----------- |
| 1986        | Чемпіонат Європи | Штутгарт, Західна Німеччина | 5-те        | 10 000 метрів | 31:42.43    |